# Hantan
Hantan är en flod i Sydkorea. Den är en biflod till Imjin och flyter genom provinserna Gangwon och Gyeonggi. Floden är populär för forsränning. Hantaanviruset upptäcktes i området runt Hantan på 1970-talet, och har uppkallats efter den.